# Arzachel (album)
Arzachel è l'unico album della progressive rock band Uriel, che lo ha registrato nel 1969 con lo pseudonimo di Arzachel, pubblicato nello stesso anno dall'etichetta Evolution. Il disco, registrato in una sola sessione a Londra e pubblicato in un numero ridotto di copie, è diventato un raro pezzo da collezione. È stato rimasterizzato su CD nel 1994 dall'etichetta Drop Out.
Nella riedizione del 2007 della Egg Archive viene attribuito agli Uriel, anziché agli Arzachel, e sono aggiunti dei brani inediti della band.

## Line-up
- Steve Hillage [1÷6/11/12] (chitarra e voce)
- Dave Stewart (piano e organo)
- Mont Campbell (basso e voce)
- Clive Brooks (batteria)

## Tracce
1. Garden of Earthly Delights (M.Shaw/P/Rosseter arr. Campbell) (2:44)
2. Azathoth (Campbell, Stewart) (4:22)
3. Soul Thing  (theme from Queen St. Gang) [Keith Mansfield arr. Campbell] (4:26)
4. Leg (Hillage, A.Vinall) (5:41)
5. Clean Innocent Fun (Hillage, A.Vinall) (10:28)
6. Metempsychosis (Arzachel) (16:51)

Brani aggiunti nella riedizione del 2007
1. Introducing the Bass Guitarist (Kenya '61) (0:21)
2. Egoman (Campbell) (4:12) demo del 1968
3. Swooping Bill (Stewart) (3:20) demo del 1968
4. The Salesman Song (Campbell) (2:57) demo del 1968
5. Saturn, The Bringer Of Old Age (G.Holst arr. Campbell) (3:46) demo del 1968
6. The Stumble (King) (0:42) live del 1968